# Великопольсько-Куявська низовина
Великопольсько-Куявська низовина (пол. Nizina Wielkopolsko-Kujawska) — низинна рівнина в Польщі, переважно на території історичних областей Великої Польщі і Куявії.
Низовина простягається від річки Нотець і нижньої течії Варти на півночі до річки Барич і середньої течії Одри на півдні і заході. На сході зливається з Мазовецько-Підляшською низовиною. Висоти змінюються від 18 до 227 м, центральна і західна частини знижені. Низовина складена плейстоценовими льодовиковими і водно-льодовиковими відкладами, пліоценовими глинами, мезозойськими і пермськими осадовими породами, пронизаними соляними куполами.
У рельєфі переважають пагорби і гряди, які перериваються широкими річковими долинами. Безліч озер, переважно довгастої форми (найбільше — озеро Ґорло). Клімат помірний, перехідний від морського до континентального. Середня температура січня — 1,5—2,5 °C, липня 17,5—18 °C; опади 550—650 мм в рік. В рослинності переважають соснові, дубові і змішані ліси. Великі площі зайняті для вирощування зернових, цукрових буряків, картоплі та овочів. Також населення займається скотарством. Є родовища кам'яної солі, бурого вугілля. Великопольська низовина розташована в межах Великопольського і Куявсько-Поморського воєводства. На території низовини розташовані міста Познань, Гнезно, Торунь.